# Aimo Tukiainen
Aimo Johan Kustaa Tukiainen, född 6 oktober 1917 i Orivesi, död 3 juni 1996 i Helsingfors, var en finländsk skulptör som debuterade 1940.

## Biografi
Aimo Tukiainen var ordförande för Finska bildhuggarförbundet och Konstnärsgillet i Finland.
Han har bland annat gjort Marskalk Mannerheims ryttarstaty i Helsingfors och Vindarnas boning som gavs till Sverige av Finland och som står i Klara i Karlstad.
År 1956 fick Aimo Tukiainen Pro Finlandia.
Han är begravd på Sandudds begravningsplats i Helsingfors.

## Utmärkelser
- Pro Finlandia-medaljen av Finlands Lejons orden,  1956[5]
- Kommendörstecknet av Finlands Lejons orden[6]

[Redigera Wikidata]